# 岩黒島橋
岩黒島橋（いわくろじまばし）は、瀬戸大橋海峡部の内、北から3番目にある橋。

## 概要
香川県坂出市岩黒島と羽佐島の間に架かる、全長792m、道路・鉄道併用の斜張橋である。櫃石島橋と共に2連の斜張橋を構成する。
計画段階では、櫃石島橋と共に鳥かご状のトラス橋となる予定であった。

## データ
- 橋梁形式：3径間連続鋼トラス斜張橋
- 着工：1978年（昭和53年）
- 竣工：1988年（昭和63年）
- 全長：792m
- 中央支間：420m
- 橋脚の高さ
岩黒島側：157m
羽佐島側：161m

## 隣接する橋梁
岩黒島高架橋 - 岩黒島橋 - 与島橋